# Петниста мурена
Петнистите мурени (Enchelycore pardalis) са вид актиноптери от семейство Муренови (Muraenidae).
Те са незастрашен вид.
Таксонът е описан за пръв път от Кунрад Якоб Теминк през 1846 година.